# Kremlin Cup 2017 - Qualificazioni singolare femminile
Le qualificazioni del singolare femminile della Kremlin Cup 2017 sono state un torneo di tennis preliminare per accedere alla fase finale della manifestazione. Le vincitrici dell'ultimo turno sono entrate di diritto nel tabellone principale. In caso di ritiro di una o più giocatrici aventi diritto a queste sono subentrati le lucky loser, ossia le giocatrici che hanno perso nell'ultimo turno ma che avevano una classifica più alta rispetto alle altre partecipanti che avevano comunque perso nel turno finale.

## Teste di serie
1. Kaia Kanepi (qualificata)
2. Arina Rodionova (ultimo turno)
3. Maryna Zanevs'ka (spostata nel tabellone principale)
4. Barbora Krejčíková (primo turno)
5. Anna Blinkova (secondo turno)

1. Bernarda Pera (secondo turno)
2. Tereza Martincová (secondo turno)
3. Viktoriya Tomova (secondo turno)
4. Anhelina Kalinina (secondo turno)

## Qualificate
1. Kaia Kanepi
2. Vera Lapko

1. Elena Rybakina
2. Polina Monova

## Tabellone

### Legenda
| - Q = Qualificato - WC = Wild card - LL = Lucky loser | - ALT = Alternate - SE = Special Exempt - PR = Protected Ranking | - w/o = Walkover - r = Ritirato - d = Squalificato |

### Sezione 1
|  | Primo turno | Primo turno        | Primo turno        | Primo turno | Primo turno |  |  | Secondo turno | Secondo turno    | Secondo turno    | Secondo turno    | Secondo turno |   |    | Ultimo turno | Ultimo turno | Ultimo turno | Ultimo turno | Ultimo turno |  |
|  |             |                    |                    |             |             |  |  |               |                  |                  |                  |               |   |    |              |              |              |              |              |  |
|  | 1           | Kaia Kanepi        | Kaia Kanepi        | 6           | 6           |  |  |               |                  |                  |                  |               |   |    |              |              |              |              |              |  |
|  |             | Olga Ianchuk       | Olga Ianchuk       | 2           | 1           |  |  | 1             | Kaia Kanepi      | Kaia Kanepi      | 6                | 6             |   |    |              |              |              |              |              |  |
|  |             | Başak Eraydın      | 6                  | 3           | 3           |  |  |               | Ivana Jorović    | Ivana Jorović    | 2                | 0             |   |    |              |              |              |              |              |  |
|  |             | Ivana Jorović      | 3                  | 6           | 6           |  |  |               |                  |                  |                  |               |   |    | 1            | Kaia Kanepi  | 6            | 2            | 7            |  |
|  | WC          | Alisa Kleybanova   | Alisa Kleybanova   | 6           | 6           |  |  |               |                  | WC               | Alisa Kleybanova | 2             | 6 | 63 |              |              |              |              |              |  |
|  |             | Vitalia Diatchenko | Vitalia Diatchenko | 2           | 3           |  |  | WC            | Alisa Kleybanova | Alisa Kleybanova | 6                | 6             |   |    |              |              |              |              |              |  |
|  |             | Polina Leykina     | 6                  | 2           | 5           |  |  | 6             | Bernarda Pera    | Bernarda Pera    | 4                | 2             |   |    |              |              |              |              |              |  |
|  | 6           | Bernarda Pera      | 4                  | 6           | 7           |  |  |               |                  |                  |                  |               |   |    |              |              |              |              |              |  |

### Sezione 2
|  | Primo turno | Primo turno        | Primo turno        | Primo turno | Primo turno |  |  | Secondo turno | Secondo turno    | Secondo turno    | Secondo turno | Secondo turno |   |   | Ultimo turno | Ultimo turno    | Ultimo turno    | Ultimo turno | Ultimo turno |  |
|  |             |                    |                    |             |             |  |  |               |                  |                  |               |               |   |   |              |                 |                 |              |              |  |
|  | 2           | Arina Rodionova    | Arina Rodionova    | 6           | 6           |  |  |               |                  |                  |               |               |   |   |              |                 |                 |              |              |  |
|  |             | Anastasia Potapova | Anastasia Potapova | 3           | 1           |  |  | 2             | Arina Rodionova  | Arina Rodionova  | 6             | 6             |   |   |              |                 |                 |              |              |  |
|  |             | Dayana Yastremska  | 6                  | 2           | 4           |  |  | Alt           | Olga Savchuk     | Olga Savchuk     | 2             | 4             |   |   |              |                 |                 |              |              |  |
|  | Alt         | Olga Savchuk       | 3                  | 6           | 6           |  |  |               |                  |                  |               |               |   |   | 2            | Arina Rodionova | Arina Rodionova | 4            | 3            |  |
|  |             | Vera Lapko         | Vera Lapko         | 6           | 6           |  |  |               |                  |                  | Vera Lapko    | Vera Lapko    | 6 | 6 |              |                 |                 |              |              |  |
|  |             | Anastasia Frolova  | Anastasia Frolova  | 0           | 0           |  |  |               | Vera Lapko       | Vera Lapko       | 6             | 6             |   |   |              |                 |                 |              |              |  |
|  |             | Sabina Sharipova   | Sabina Sharipova   | 2           | 3           |  |  | 8             | Viktoriya Tomova | Viktoriya Tomova | 1             | 2             |   |   |              |                 |                 |              |              |  |
|  | 8           | Viktoriya Tomova   | Viktoriya Tomova   | 6           | 6           |  |  |               |                  |                  |               |               |   |   |              |                 |                 |              |              |  |

### Sezione 3
|  | Primo turno | Primo turno       | Primo turno       | Primo turno | Primo turno |  |  | Secondo turno | Secondo turno     | Secondo turno | Secondo turno  | Secondo turno  |   |   | Ultimo turno | Ultimo turno      | Ultimo turno      | Ultimo turno | Ultimo turno |  |
|  |             |                   |                   |             |             |  |  |               |                   |               |                |                |   |   |              |                   |                   |              |              |  |
|  | 9           | Anhelina Kalinina | Anhelina Kalinina | 6           | 6           |  |  |               |                   |               |                |                |   |   |              |                   |                   |              |              |  |
|  | WC          | Sofya Lansere     | Sofya Lansere     | 1           | 4           |  |  | 9             | Anhelina Kalinina | 6             | 2              | 4              |   |   |              |                   |                   |              |              |  |
|  |             | Ksenia Lykina     | 6                 | 5           | 1           |  |  |               | Alla Kudryavtseva | 3             | 6              | 6              |   |   |              |                   |                   |              |              |  |
|  |             | Alla Kudryavtseva | 3                 | 7           | 6           |  |  |               |                   |               |                |                |   |   |              | Alla Kudryavtseva | Alla Kudryavtseva | 2            | 3            |  |
|  | WC          | Elena Rybakina    | Elena Rybakina    | 6           | 6           |  |  |               |                   | WC            | Elena Rybakina | Elena Rybakina | 6 | 6 |              |                   |                   |              |              |  |
|  |             | Petra Krejsová    | Petra Krejsová    | 1           | 4           |  |  | WC            | Elena Rybakina    | 4             | 7              | 6              |   |   |              |                   |                   |              |              |  |
|  |             | Chantal Škamlová  | Chantal Škamlová  | 1           | 3           |  |  | 7             | Tereza Martincová | 6             | 64             | 4              |   |   |              |                   |                   |              |              |  |
|  | 7           | Tereza Martincová | Tereza Martincová | 6           | 6           |  |  |               |                   |               |                |                |   |   |              |                   |                   |              |              |  |

### Sezione 4
|  | Primo turno | Primo turno                | Primo turno         | Primo turno | Primo turno |  |  | Secondo turno | Secondo turno              | Secondo turno              | Secondo turno       | Secondo turno       |   |   | Ultimo turno | Ultimo turno  | Ultimo turno  | Ultimo turno | Ultimo turno |  |
|  |             |                            |                     |             |             |  |  |               |                            |                            |                     |                     |   |   |              |               |               |              |              |  |
|  | 4           | Barbora Krejčíková         | 7                   | 4           | 3           |  |  |               |                            |                            |                     |                     |   |   |              |               |               |              |              |  |
|  |             | Polina Monova              | 5                   | 6           | 6           |  |  |               | Polina Monova              | Polina Monova              | 7                   | 6                   |   |   |              |               |               |              |              |  |
|  | WC          | Margarita Gasparyan        | 6                   | 5           | 5           |  |  |               | Valentini Grammatikopoulou | Valentini Grammatikopoulou | 6(0)                | 4                   |   |   |              |               |               |              |              |  |
|  |             | Valentini Grammatikopoulou | 4                   | 7           | 7           |  |  |               |                            |                            |                     |                     |   |   |              | Polina Monova | Polina Monova | 6            | 6            |  |
|  |             | Viktoria Kamenskaya        | Viktoria Kamenskaya | 6           | 6           |  |  |               |                            |                            | Viktoria Kamenskaya | Viktoria Kamenskaya | 4 | 4 |              |               |               |              |              |  |
|  |             | Anna Morgina               | Anna Morgina        | 3           | 2           |  |  |               | Viktoria Kamenskaya        | Viktoria Kamenskaya        | 6                   | 6                   |   |   |              |               |               |              |              |  |
|  |             | Irina Bara                 | Irina Bara          | 3           | 2           |  |  | 5             | Anna Blinkova              | Anna Blinkova              | 1                   | 4                   |   |   |              |               |               |              |              |  |
|  | 5           | Anna Blinkova              | Anna Blinkova       | 6           | 6           |  |  |               |                            |                            |                     |                     |   |   |              |               |               |              |              |  |